# 拉沙佩勒-昂瓦尔戈德马
拉沙佩勒-昂瓦尔戈德马（法語：La Chapelle-en-Valgaudémar）是法国上阿尔卑斯省的一个市镇，属于加普区（Gap）。该市镇的总面积为108.02平方公里，2009年时的人口为104人。

## 人口
拉沙佩勒-昂瓦尔戈德马人口变化图示
| 数据来源：INSEE |